# Zgornji Kašelj
Zgornji Kašelj je predel Ljubljane med Zalogom in Vevčami. Soseska je bila nekdaj samostojna vas.
V Zgornjem Kašlju stojita cerkev Sv. Andreja in gasilsko društvo PGD Zgornji Kašelj. 